# Attheyella spinipes
Attheyella spinipes är en kräftdjursart som beskrevs av J. W. Reid 1987. Attheyella spinipes ingår i släktet Attheyella och familjen Canthocamptidae. Inga underarter finns listade i Catalogue of Life.